# Radomicko (województwo wielkopolskie)
Radomicko – wieś w Polsce położona w województwie wielkopolskim, w powiecie leszczyńskim, w gminie Lipno, po zachodniej stronie drogi krajowej nr 5. Wieś leży po północnej stronie ponad doliną Samicy Śmigielskiej.

## Historia
Wieś pierwotnie związana była z Wielkopolską i ma metrykę średniowieczną. Istnieje co najmniej od drugiej połowy XII wieku. Po raz pierwszy odnotowana została w języku łacińskim dokumencie z 1181 (wg falsyfikatu z 1230) pod nazwą "Radomicsk", 1258 "Radomicsk", 1294 (wg falsyfikatu z 1302) "Radomicho", 1303 "Radomisko", 1311 "Radomicsco", 1355 "Radomyczsco", 1376 "Radomiczsko", 1378 "Radomiczsco", 1398 (wg kopii z 1784) "Radomicko", 1399 "Radomiczszko", 1402 "Radomirsko". W 1420 odnotowane zostało odmiejscowe nazwisko utworzone od nazwy wsi "Radomyczsky", a w 1449 wieś zapisano jako "Radomiczko, Radamyczko", 1451 "Radamyczsko, Rademiczsko", 1475 "Radomycz", 1523 "Radomyrzice, Radomyrzicze", 1563 "Radomyczko". W średniowieczu częścią wsi Radomicko była także sąsiednia wieś Targowisko pełniąca funkcje targowiska we wsi. Obie miejscowości rozdzieliły się w wyniku licznych procesów radomickiej szlachty z benedyktynami toczonymi od połowy XIV wieku do wieku XVI.
Początkowo w 1277 wieś należała do opola krzywińskiego z siedzibą w Krzywiniu, a później leżała w opolu przemęckim z siedzibą w Przemęcie. Opola te były reliktem przedpaństwowej wspólnoty rodowo-terytorialnej o nazwie opole, które w późniejszym okresie stały się administracyjnym podokręgiem kasztelanii. W 1417 Radomicko zostało odnotowane w granicach opola przemęckiego.
Miejscowość była początkowo własnością rycerską, potem kościelną należącą do klasztoru benedyktynów w Lubiniu, a później znów szlachecką należącą do wielkopolskiej szlachty z rodu Kotwicz Radomickich herbu Kotwicz, którzy od nazwy wsi przyjęli odmiejscowe nazwisko. W 1450 leżała w powiecie kościańskim, a w 1520 w powiecie śremskim województwa poznańskiego w Koronie Królestwa Polskiego. Od 1403 wieś była siedzibą własnej parafii. W 1508 odnotowana w dekanacie Kościan.
Pierwszy zapis związany ze wsią pochodzi z dokumentu z 1181, który znany jest z falsyfikatu sporządzonego ok. 1230, a w którym zapisano, że "Władysław książę Polaków odnowił oraz nadał immunitet ekonomiczny i sądowy benedyktynom z Lubinia wraz z cłem, karczmami oraz prawem targowym". Do posiadłości klasztornych należało także m.in. Radomicko.
Według zachowanego zapisu z 1230 rycerz Jan nadał klasztorowi w Lubiniu wieś Radomicko. W 1258 książę wielkopolski Bolesław Pobożny transumował wspomniany dokument z 1181. W 1277 Przemysł II, książę wielkopolski oraz późniejszy król Polski, zwolnił wsie klasztoru lubińskiego, w tym Radomicko, od powinności opolnych, wyłączając je z opola krzywińskiego i tworząc z nich osobne opole przemęckie złożone tylko ze wsi klasztornych. Pod datą 1294 według falsyfikatu, sporządzonego prawdopodobnie w 1302, król polski Przemysł II potwierdził klasztorowi lubińskiemu dokument swego ojca Przemysła I wystawionego w 1242, równocześnie wymieniając osady należące do klasztoru lubińskiego, w tym Radomicko z połową stawu oraz połową młyna.
Według falsyfikatu dokumentu z 1303 sporządzonego w 1585 odnotowany został komes Jasiek dziedzic radomicki, który był świadkiem na dokumencie Jana starosty generalnego Wielkopolski. W 1311 Jasiek z Radomicka, syn Wincentego, ponownie został wymieniony jako świadek w dokumencie Mikołaja opata klasztoru w Mogilnie. W 1355 Dobiesław z Zieleniec koło Wrześni w powiecie pyzdrskim oraz jego brat Tomasz przegrali proces sądowy z Andrzejem opatem lubińskim. Opat otrzymał połowę młyna oraz połowę stawu w Radomicku, leżące od strony Targowiska.
Kościół we wsi istniał przed 1403. Po 1610 miejscowość przeszła z rąk Radomickich na własność Tworzyjańskich. W 1685 istniała już szkoła. W XVIII wieku w Radomicku był folusz, używany przez sukienników z Leszna. Pod koniec XVIII wieku jako właściciela zapisano Kordulę z Gorzeńskich, żonę generała Turno, a około 1845 książę Acerenza. Wśród gości rodziny Turnów był Józef Wybicki. Miejscowi amatorzy wystawili tutaj w 1787 roku jego operę Kmiotek.
Wskutek II rozbioru Polski w 1793, miejscowość przeszła pod władanie Prus i jak cała Wielkopolska znalazła się w zaborze pruskim. W okresie Wielkiego Księstwa Poznańskiego (1815-1848) miejscowość wzmiankowana jako Radomicko należała do wsi większych w ówczesnym pruskim powiecie Kosten rejencji poznańskiej. Radomicko należało do okręgu śmigielskiego tego powiatu i stanowiło siedzibę majątku Radomicko, który należał wówczas do księżnej Joanny Katarzyny Acerenza Pignatelli. Według spisu urzędowego z 1837 roku Radomicko liczyło 294 mieszkańców, którzy zamieszkiwali 29 dymów (domostw).
Pod koniec XIX wieku Radomicko liczyło 36 domów i 307 mieszkańców, z przewagą katolików. Właścicielem dominium, obejmującego prócz Radomicka Smolno i Wydorowo był Kalikst Biron, ks. Kuroński. Niemiecką nazwą Radomicka było Radomitz. W latach 1975–1998 miejscowość położona była w województwie leszczyńskim.

## Zabytki i turystyka
W rejestrze zabytków Narodowy Instytut Dziedzictwa figuruje klasycystyczny dwór z I poł. XIX wieku położony w niewielkim (0,36 ha) parku.
We wsi znajduje się ceglany kościół z 1850 w stylu neoromańskim. Niektóre elementy wyposażenia pochodzą z XVIII wieku. Przy kościele drewniana figura św. Jana Nepomucena z XVIII lub XIX wieku, reprezentująca okres baroku.
Przez Radomicko przebiegają znakowane szlaki piesze: żółty z Piotrowa i niebieski szlak im. Karola Kurpińskiego.